# Kolej niekonwencjonalna
Kolej niekonwencjonalna – kolej, na której ruch pojazdu kolejowego jest niekonwencjonalny, a w szczególności koleje: linowe, linowo-terenowe, magnetyczne.
Koleje niekonwencjonalne stanowią koleje, w których:
1. pojazd kolejowy porusza się po nawierzchni nieszynowej, przy równoczesnym zachowaniu warunku powiązania drogi z pojazdem poprzez specjalną konstrukcję zespołu jezdnego pojazdu oraz drogi,
2. pojazd kolejowy nie posiada kół napędowych wykorzystujących przyczepność i tarcie dla zamiany momentu obrotowego wytworzonego przez silnik trakcyjny w ruch postępowy.

Do kolei niekonwencjonalnych zalicza się w szczególności koleje linowe, koleje jednoszynowe, koleje na poduszkach powietrznych lub magnetycznych.